# غوس لي
غوس لي (بالإنجليزية: Gus Lee)‏ هو كاتب أمريكي، ولد في 1946 في سان فرانسيسكو في الولايات المتحدة.